# Hans Dessauer
Hans Dessauer (* 13. Mai 1905 in Aschaffenburg; † 1993 in Pittsford, New York; auch John H. Dessauer) war ein deutsch-amerikanischer Ingenieur.

## Leben
Hans Dessauer war der älteste Sohn von Hans Dessauer sen. (1869–1926). Dieser war Chef der familieneigenen Buntpapierfabrik in Aschaffenburg, die auf seinen Urgroßvater Alois Dessauer zurückging. 
Nach dem Besuch des humanistischen Gymnasiums in Aschaffenburg studierte er an der Albert-Ludwigs-Universität Freiburg Chemie und promovierte 1929 an der RWTH Aachen mit einer Arbeit zur chemischen Verfahrenstechnik. In Freiburg wurde er Mitglied der katholischen Studentenverbindung Brisgovia im KV. 
Hans Dessauer junior sollte 1936 die Leitung der Buntpapierfabrik übernehmen, das NS-Regime verhinderte dies aber. Daraufhin emigrierte er in die USA und arbeitete zunächst bei Agfa Ansco, danach bei Haloid bzw. Xerox, wo er oberster Forschungsleiter wurde. Der Physiker und Patentanwalt Chester Carlson übergab seine Patente zur Xerographie, die unbeachtet blieben, an das Columbia-Archiv in Ohio. Dessauer entdeckte die Patente, erkannte das Potential des xeroxstatischen Kopieverfahrens ohne Chemie (man kopierte bis dahin photochemisch) und trieb dessen Entwicklung voran.

## Werke
- My years with Xerox, the billions nobody wanted. Doubledays, New York, Garden City, N. Y., Doubleday, 1971. Orbit Publishing Geneva, 1971; Manor Books (June 1979)
- Xerography and related Processes. (mit Harold Ernest Clark) Focal P., Mai 1965
- Neue Ringisomerisationen in der Camphenreihe. Diss. RWTH Aachen, Aschaffenburg: Kirsch, 1929

| Personendaten    | Personendaten                    |
| ---------------- | -------------------------------- |
| NAME             | Dessauer, Hans                   |
| ALTERNATIVNAMEN  | Dessauer, John H.                |
| KURZBESCHREIBUNG | deutsch-amerikanischer Ingenieur |
| GEBURTSDATUM     | 13. Mai 1905                     |
| GEBURTSORT       | Aschaffenburg, Bayern            |
| STERBEDATUM      | 1993                             |
| STERBEORT        | Pittsford, New York              |